# Epilobium ludmilae
Epilobium ludmilae är en dunörtsväxtart som beskrevs av Chemeris och A.A.Bobrov. Epilobium ludmilae ingår i släktet dunörter, och familjen dunörtsväxter. Inga underarter finns listade i Catalogue of Life.